# Inodrillia dalli
Inodrillia dalli é uma espécie de gastrópode do gênero Inodrillia, pertencente a família Horaiclavidae.